# Az elnök emberei (televíziós sorozat)
Az elnök emberei (eredeti angol címe: The West Wing – „A nyugati szárny” ) népszerű amerikai televíziós sorozat, melyet eredetileg 1999 és 2006 között sugároztak. Alkotója Aaron Sorkin, a producer és társíró John Wells volt.
A sorozat a Fehér Ház nyugati szárnyának díszletei között zajlik, a Martin Sheen alakította Josiah Bartlet kitalált demokrata párti elnök kormányzásának idején.
Az elnök embereit a Warner Bros. forgalmazta és az amerikai NBC televíziós csatornán közvetítették először, ezt követően számos más országba is eljutott. Az utolsó epizódot 2006. május 14-én vetítették.
A sorozat két Golden Globe-díjat és 26 Emmy-díjat nyert. Magyarországon először az RTL Klub mutatta be 2001. július 4-én, 2012. őszétől pénteken és vasárnap 20:45-től az ATV sugározta a sorozatot az első évadtól.

## Történet

### Első évad
Az első évadban megismerhetjük Bartlet elnököt és a Nyugati szárny legfontosabb tisztségviselőit. Az évad második felében Zoey, az elnök legkisebb lánya és Charlie az elnök afro-amerikai személyi titkára randizni kezdenek egymással, amire a szélsőséges fehér szervezetek fenyegetésekkel válaszolnak. Az évadzáró részben rálőnek az elnöki konvojra.

### Második évad
Az elnök politikai és magánéleti problémáival küzd. Kitudódik az eddig titokban tartott betegsége, ami miatt vád alá helyezi egy vizsgáló bizottság. Az adminisztráció küzd a becsületéért.

### Harmadik évad
Bartlet elnök bejelenti, hogy másodszor is indul az elnöki székért. Betegsége eltitkolása miatt bizottsági vizsgálat indul. Stábja kényes belföldi és nemzetközi ügyeket old meg, és közben a világterrorizmus problémáival is meg kell küzdeniük.

### Negyedik évad
Lezajlik a kampány, Bartlet elnököt ismételten megválasztják elnöknek. Sam Seaborn indul a kongresszusi képviselőválasztáson a kaliforniai Orange megyében. Egy afrikai tömegmészárlás során a Fehér Ház ingadozik a beavatkozás és az elkerülés lehetőségein. Zoey lediplomázik és este megünnepli egy szórakozóhelyen a nagy eseményt, ahol tragikus fordulat következik be.

### Ötödik évad
Bartlet elnök lánya elrablása ügyében intézkedik. Ideiglenesen Glenallen Walken konzervatív házelnöknek adja át az elnöki széket. A Fehér Ház stábja nehéz helyzetbe kerül, hiszen kötelesek szolgálni a kemény akaratú új elnököt, de emellett hűek akarnak maradni Bartlet felé. Zoey hazakerül, Bartlet visszatérése erőtlen, új alelnök kerül a Fehér Házba, kongresszusi küldöttség utazik a Gázai övezetbe.

### Hatodik évad
Utolsó évét éli a Bartlet-kormány. Mindkét párt elindítja a maga jelöltjét, a demokraták egy fiatal képviselőt, míg a republikánusok pedig egy tapasztalt idősebb szenátort. Bartlet adminisztrációjából az egyik tag feladja állását, hogy Santos képviselő kampányát vezethesse. Bartlet egészségi állapota jelentősen romlik a betegsége miatt.

### Hetedik évad
Az évad Matthew Santos képviselő és ellenfele, Arnold Vinick szenátor harcát mutatja be az elnöki posztért. Az évad bővelkedik fordulatokban, de a legfontosabb, hogy megismerhető belőle az elnökválasztási folyamat.
Többen is elhagyják a Bartlet-kormányzatot: Josh Lyman Santos kampányfőnöke lesz, Donna Moss eleinte az alelnököt támogatja, majd bekerül a Santos-csapatba, és végre egymásra találnak Josh-sal. Bartlet elnök erőfeszítéseiről is szól ez évad, hogy kibékítse a Kazahsztánban a kőolajvezetékért háborúzó Kínát és Oroszországot. Végül kiderül, hogy a demokraták újabb négy évet kapnak arra, hogy vezessék az országot.
Toby nagy bajba kerül a testvére miatt, elbocsátják, börtön fenyegeti, de Bartlet elnök utolsó napján megkegyelmez neki.
C. J. Cregg fontos állást kap a kormányzatban, és az évad végére végre összejön Danny-vel (az újságíró, még az első évadból).
Az évad felénél sajnos meghalt a Leo McGarry-t alakító John Spencer, aki Santos alelnök-jelöltjeként szerepelt, de zseniális – és torokszorító – módon ezt is sikerült beleírni a történetbe.

## Háttér

### Díszlet
A Warner Brothers már a próbaepizód leforgatása előtt is komoly összegeket fektetett a sorozatba, például megépítette az óriási díszleteket. A sorozat díszleteként felépített Fehér Házban több az üveg, mint az eredetiben, mert azokban a jelenetekben, ahol pár ember beszélget a folyosón, látni, hogy mi történik a háttérben – a szemben lévő folyosón és az abból nyíló szobákban zajló eseményeket is –, ami annak a látszatát kelti, hogy itt mindig történik valami. Az eredeti tervező Jon Hutman volt, aki számos filmben dolgozott már. Éppen egy fehér házi díszleten dolgozott, amikor a filmet, amihez a díszlet készült, lemondták.
A tervezők az eredeti Ovális Iroda pontos mását hozták létre. Igyekeztek a legapróbb részleteket is leutánozni, egészen a bútorhuzat mintájáig. Az első évben a díszlet két színpadot foglalt el. Duplán építették meg az egyik folyosót, és az egyik színpadról a másikra kellett ugrálnia a stábnak, ha valakit az ajtó két oldalán akartak filmezni, a folytatás pedig egy másik napon és másik épületben történt. Így készült a sorozat az első évben: a színészek kedden átmentek az egyik ajtón, csütörtökön pedig egy másik épületben, egy másik ajtón jöttek ki. Tommy, a díszlettervező John Hutman és az operatőr Tom Del Ruth tervezték meg a sorozat látványát. Az operatőr éles fényt használt a valóság színpadiasításához. A színészek megpördültek, beléptek a fénybe, majd kiléptek belőle, ami erőteljes vizuális kontrasztot teremtett.
Rejtett kamerákat és hosszú Steadicam-es felvételeket alkalmaztak. A rögzített kamerák száguldoztak a fal mellett, többször fellökték az operatőröket. A színészeknek jelentős megpróbáltatás volt úgy játszaniuk, hogy közben igyekezzenek a kamerákat kikerülni.

### A forgatókönyv
Aaron Sorkin találta ki a történetet a Fehér Ház vezetéséről. A producerek eredetileg nem akartak politikai tévésorozatot gyártani, hiszen számtalan példa volt arra, hogy a nézők nem szeretik a hasonló témájú sorozatokat. A producerek tudták, hogy állást kell foglalniuk egy bizonyos politikai nézet mellett, de nem azért mert ez volt a sorozat elindító oka, hanem mert így lehet szenvedélyt kimutatni. A demokraták azt mondták „tetszik a sorozat és a politikájuk”, a republikánusok pedig „Nem bírjuk a politikájukat, de tetszik a sorozat”. A producerek több, a Fehér Házban dolgozó politikai szakértőt kértek fel a forgatókönyv szakmai ellenőrzéséhez. Aaron Sorkin a pilot részt még egyedül írta, szakértők nélkül. Sorkin járt a Fehér Házban, de soha nem volt az Ovális Irodában hivatalos gyűléseken. A sorozat az abszurd dolgoktól a legvalósabb problémákig mindennel foglalkozott.

### Szereplőválogatás
Az elnök emberei egyben egy családi sorozat is, hiszen a középpontban egy apa áll és az apa körül a család egy gyönyörű otthonban. Martin Sheen így nyilatkozott a filmről: „Úgy érzem én vagyok az apa és John Spencer az anya. És itt vannak a gyerekek.”. Spencer pedig: „Tudod, én vagyok az apa és Martin az anya” A színészválogatásra nagyon sok jó színész jelentkezett a szerepekre. Leo McGerry szerepére eredetileg is John Spencert szánták az alkotók. A forgatás előtt egy héttel az elnök szerepe még nem volt kiosztva. Az eredeti megállapodás úgy szólt, hogy Martin Sheen minden negyedik részben fog játszani. Az első pár epizód leforgatása után azonban az írók átírták a darabot, mivel rájöttek, hogy az elnök köré kell fókuszálni a cselekményeket. Úgy döntöttek, hogy Martin állandó szereplője lesz a sorozatnak.
A színészeknek óriási feladat volt még az igen bonyolult szöveg memorizálása is. Allison Janney-en kívül (C. J. Cregg) mindenkinek küzdelem volt a szövegtanulás. Allisonnak fotografikus memóriája van, belenézett a szövegbe és perceken belül megtanulta, s ezért a képességéért az összes kollégája irigyelte.

## Szereplők
Néhány szereplő végigkísérte a hét évadot, de voltak akik csak pár évadban vagy epizódban tűntek fel. Több híres színész fordult meg vendégszereplőként a sorozatban, többek között John Goodman, Ed O’Neill, Matthew Perry és Christopher Lloyd. A főszereplők későbbi pozícióit lásd Az elnök emberei szereplői szócikkben.
| Színész           | Szerep          | Pozíció (1. évad)                       |
| ----------------- | --------------- | --------------------------------------- |
| Stockard Channing | Abigail Bartlet | First Lady                              |
| Dulé Hill         | Charlie Young   | Az elnök személyi titkára               |
| Allison Janney    | C.J. Cregg      | A Fehér Ház sajtófőnöke                 |
| Rob Lowe          | Sam Seaborn     | Kommunikációs igazgatóhelyettes         |
| Janel Moloney     | Donna Moss      | Josh Lyman asszisztense                 |
| Richard Schiff    | Toby Ziegler    | Kommunikációs igazgató                  |
| Martin Sheen      | Josiah Bartlet  | Elnök                                   |
| John Spencer      | Leo McGarry     | A Fehér Ház kabinetfőnöke               |
| Bradley Whitford  | Josh Lyman      | A Fehér Ház kabinetfőnökének helyettese |

Az első évad utáni új szereplők közé tartozik Joshua Malina (mint Will Bailey), Mary McCormack (mint Kate Harper), Kristin Chenoweth (mint Annabeth Schott), Jimmy Smits (mint Matt Santos képviselő) és Alan Alda (mint Arnold Vinick szenátor).
A főbb szereplőket alakító színészek mind kb. 75 000 dollárt kapnak egy epizódért, Sheen keresete pedig mintegy 300 000 dollárra rúgott. Rob Lowe szintén hatjegyű összeget kapott dollárban (állítólag 100 000-et), mert eredetileg fontosabb szerepet szántak az általa alakított karakternek.
A szereplők fizetési közti különbségek nyilvános nézeteltérésekhez vezettek, különösen Janney, Schiff, Spencer és Whitford esetében. 2001-ben a szerződés feltételeinek tárgyalásakor a négyest szerződésszegéssel vádolta a Warner Bros., de együtt képesek voltak meggyőzni a stúdiót, hogy több mint duplájára emelje a bérüket. Két évvel később ismét duplázást követeltek, néhány hónappal azután, hogy a Warner Bros. új licencmegállapodást kötött az NBC-vel és a Bravo televíziós hálózattal.
A sorozat nem várt veszteséget szenvedett John Spencer, a Leo McGarryt játszó színész halálával. Spencer 2005. december 16-án végzetes szívrohamot kapott – kb. egy évvel azután, hogy a karaktere csaknem meghalt szívinfarktusban. Martin Sheen emlékezett meg Spencerről a halála utáni első epizód elején. Spencer karakterének, McGarrynek a halála a 2006. április 2-án leadott epizódban jelent meg.

## Kritika, reakciók
Az elnök emberei ritka betekintést nyújt az Egyesült Államok legnagyobb hatalmú intézménye, a Fehér Ház belső életébe. Az idők során nagyszámú kritika látott napvilágot a sorozat legitimitásáról, politikai beállítottságáról és filmművészeti értékeiről.

### Legitimitás
Az elnök emberei nem ragaszkodhat a teljes valósághoz a Nyugati Szárny életének megmintázásában, hiszen a nézők figyelmének felkeltése érdekében melodramatikus elemeket kell alkalmazni minden epizódban. Ezzel együtt a Fehér Ház személyzetének tagjai egyetértenek abban, hogy a show képes megragadni „a Nyugati Szárny hangulatát, ezerszám biztosítva a drámainak nem nevezhető, valósághű elemeket”.
Dee Dee Myers, a Fehér Ház korábbi sajtótitkára és Patrick Caddell közvéleménykutató szakértő a kezdetektől tanácsadóként segítették a sorozatot, hozzásegítve az írókat és a színészeket a Nyugati Szárny életének pontos megformázásához. A Fehér Ház további munkatársai is hozzájárultak rövidebb-hosszabb ideig a sorozat sikeréhez.
A harmadik évadban dokumentum-jellegű különkiadást terveztek a készítők, amelytől azt várták, hogy legitimizálja a sorozatot, mint a „Nyugati Szárny” életének krónikását. A Fehér Ház több korábbi lakosa hangos tetszését nyilvánította a Nyugati Szárny életének valósághű prezentációja miatt, köztük David Gergen tanácsadó, Dee Dee Myers sajtófőnök, Henry Kissinger külügyminiszter, Leon Panetta hivatalvezető, Karl Rove hivatalvezető-helyettes, valamint Gerald Ford, Jimmy Carter és Bill Clinton, az USA volt elnökei.

### Társadalmi hatás
Bár a sorozat valósághűségét széles körben elismerik, Sorkin mégis ezt mondta: „Én nem a valóság bemutatására esküldtem fel… Feladatom az, hogy arra az időre, amíg a nézők figyelmét kértem, lebilincseljem őket.” Matthew Miller volt fehér házi tanácsadó egyszer megjegyezte, hogy „Sorkin azzal ragadja meg nézőit, hogy a politika emberi oldalát reálisabban láttatja, mint az élet–vagy legalábbis reálisabban, mint amit a hírekben láthatunk.” Miller azt is hangsúlyozta, hogy azzal, hogy a sorozat empátiával mutatja be a politikusokat, „zavaró versenyt” teremtett a híreket gyakran cinikus szemszögből megjelenítő média részére. Myron Levine „The West Wing and the West Wing” (Az elnök emberei és a Nyugati szárny) című írásában, ezzel egyetértve, kijelenti, hogy a sorozat „alapvetően pozitív képet fest a közszolgálatról, egészségesen korrigálja a Washington ellenes sztereotípiákat és a közösségi cinizmust.”
Dr. Staci L. Beavers, a San Marcos-i California State University (Kaliforniai Állami Egyetem) politikatudományi társprofesszora The West Wing as a Pedagogical Tool (Az elnök emberei, mint pedagógiai eszköz) címmel írt rövid esszét. Ebben megállapítja: „Bár a sorozat alapvetően profit érdekeltségű szórakoztató műfaj, Az elnök embereinek igen jelentős pedagógiai potenciálja van.” Az elnök emberei, véleménye szerint, mélyebben mutatja be a politikai folyamatokat, mint az Egyesült Államokban honos talkshow-k. Egy érvelés valódi tartalmát azonban gyakran elhományosítja a néző karakterről kialakított véleménye. Beavers kitér arra is, hogy az ellentétes nézőpontokkal rendelkező karakterek gyakran „rosszember” beállításba kerülnek a néző gondolataiban. Ezek a karakterek gyakran rendelkeznek nemkívánatos jellemvonásokkal, amelyeknek semmi köze politikai álláspontjukhoz. Beavers szerint a show politikai nézetei kritikai elemzése érdekes tanulságokkal szolgálna a néző részére.
A sorozat életének egyik furcsa eseményére került sor 2006. január 31-én, amikor Az elnök emberei a híresztelések szerint hozzájárult Tony Blair kormányának leszavazásához a Brit Alsóházban, az úgy nevezett „West Wing összeesküvés” során. A hírek szerint a tervet egy brit konzervatív párti országgyűlési képviselő alkotta meg, miután megnézte Az elnök emberei tv-sorozat Egy szép nap című epizódját. 

### „A balszárny”
A sorozatot bírálói többször A balszárny (The Left Wing) csúfnéven emlegetik, mivel egy idealizált liberális kormányzatot mutat be és szerintük tendenciózusan elfogult a konzervatívokkal szemben. Többen a Clinton-elnökségre való visszaemlékezésnek tartják a sorozatot, kísérletnek tekintik a Clinton-hagyaték megőrzésére, a Whitewater- és a Lewinsky-botrányok elfeledtetésére. Másik oldalról, már születésétől kezdve több republikánus politikus igen nagyra értékelte a sorozatot, függetlenül attól, hogy Sorkin eltávozott onnan és hogy a show lassan a politikai közép felé tolódott el. „Valódi liberálisok kontra Az elnök emberei” című, 2001-es cikkében Mackubin Owens kijelentette:
Sokan nagyra értékelik a sorozatot, amiért az képes volt áthidalni az amerikai bal- és a jobboldali politizálás között tátongó szakadékot. A különböző kérdésekkel kapcsolatos demokrata nézőpont és az idetartozó viták bemutatásával több republikánus politikus részére nyújtott valódi betekintést a baloldal álláspontjába.

### Filmkritika
Az elnök emberei vetítésének első évében mindjárt kiemelkedő számú, kilenc Emmy-díjat érdemelt ki a filmkészítők közösségétől. Többen dicsérték a sorozatot értékteremtő jellege miatt, folyamatosan elismerték kiváló operatőri eredményeit. Az epizódonként biztosított 6 millió amerikai dollár költségvetés miatt sokan értékelik úgy, hogy minden egyes epizód felér egy kisebb játékfilmmel. A filmesek között azonban sokan éppen úgy gondolják, hogy a sorozat sikere elsősorban Sorkin zseniális, pattogó, csavaros észjárású forgatókönyveinek köszönhető.
Az elnök emberei elhíresült továbbá hosszú Steadicam-mel felvett séta-párbeszédeiről is. Az ilyen felvétel során a kamera két beszélgető színészt követ, amint azok egy hosszú folyosón sétálnak. Az egyik karakter általában egy idő után kilép a beszélgetésből, helyét egyik másik foglalja el, aki egy másik beszélgetést kezdeményez. Ezeknek a hosszú vágásoknak megvan az az előnye, hogy mélyebb gondolatokat közvetíthet a nézők felé, egy szaggatott, pattogó párbeszéd során.
A sorozat dicsérői mellett többen kritizálják is a sorozatot irreális optimizmusa miatt, amit a nyilvánvaló valósággal szemben sugároz. A kritika legjelentősebb része a film karaktereinek túlzott naivitásából fakad. Heather Havrilesky televíziós kritikus felteszi a kérdést: „…hogyan válhat valaki ártatlan kezdőből fehér házi alkalmazottá anélkül, hogy közben megfertőzné vagy bemocskolná a politika piszkos realitása?” Olyanok is vannak szép számmal, akik szerint Sorkin 2003-as távozása óta a szövegkönyvek jelentősen megváltoztak.

### Díjak
Az elnök emberei című sorozat első évfolyamában kilenc Emmyt gyűjtött be, ami csúcseredmény az egy évad során egy sorozat által megnyert díjak számát illetően. A sorozat Emmy-díjat érdemelt ki a „Kimagasló drámai sorozatok” kategóriában is, méghozzá 2000-ben, 2001-ben, 2002-ben és 2003-ban, beállítva ezzel a Hill Street Blues és a L.A. Law sorozatok eredményét, amelyek eddig tartották a csúcsot a kategóriában elnyert legtöbb díj tekintetében. Összesen tizenkilenc egyéni Emmy-t is kiosztottak, a sorozat szövegkönyv írói, színészei és a stáb-tagjai között. Így az Az elnök emberei jelenleg a nyolcadik helyet foglalja el a filmsorozat által elnyert Emmy-díjak számában. W.G. „Snuffy” Walden 2000-ben érdemelte ki az Emmy-díj-at a sorozat főcímzenéjéért.

## A sorozat díjazott szereplői
| Színművész        | Elnyert díj                                                                    |
| ----------------- | ------------------------------------------------------------------------------ |
| Stockard Channing | Emmy, Legjobb női mellékszereplő (2002)                                        |
| Allison Janney    | Emmy, Legjobb női mellékszereplő (2000, 2001)                                  |
| Allison Janney    | Emmy, Legjobb női főszereplő (2002, 2004)                                      |
| Allison Janney    | SAG Díj, Kiemelkedő női színészi teljesítmény drámai sorozatban (2000, 2001)   |
| Richard Schiff    | Emmy, Legjobb férfi mellékszereplő (2000)                                      |
| Martin Sheen      | Golden Globe-díj, Legjobb férfi színész drámai tv-sorozatban (2001)            |
| Martin Sheen      | SAG Díj, Kiemelkedő férfi színészi teljesítmény drámai sorozatban (2000, 2001) |
| John Spencer      | Emmy, Legjobb férfi mellékszereplő (2002)                                      |
| Bradley Whitford  | Emmy, Legjobb férfi mellékszereplő (2001)                                      |